# Südwestfunk

La Südwestfunk (SWF in sigla) era l'emittente pubblica regionale tedesca della Renania-Palatinato e del Baden-Württemberg meridionale. Il confine preciso con il bacino della Süddeutscher Rundfunk (SDR) nel Baden-Württemberg corrispondeva alla vecchia linea di confine tra i vecchi Länder del Baden col Württemberg-Hohenzollern a Sud e col Württemberg-Baden a Nord.
La sede principale della rete era a Baden-Baden: altri studios erano a Friburgo in Brisgovia, Tubinga e Magonza. Nel 1998 si fuse con la Süddeutscher Rundfunk costituendo la nuova Südwestrundfunk (SWR).